# OnePlus 9RT
OnePlus 9RT（ワンプラス ナイン アールティー）とは、OnePlusが2021年に発売したスマートフォンである。

## 概要
OnePlus 9RTはOnePlus 9シリーズの3作目として、OnePlus 9Rの後継として発表された。本機はゲーム性能を売りにしており、Snapdragon 888の他機種と比べて安定性をアピールしている。
前任機と比べてプロセッサがSnapdragon 870から888にパワーアップしたほか、排熱性能の上昇も謳っている。

## 仕様

### ハードウェア
OnePlus 9RTはSoCにSnapdragon 888、RAMに8GBまたは12GB、ストレージに128GBまたは256GBを備える。同シリーズの他機種と同じく、MicroSDカードには非対応である。SIMは2枚挿すことができ、同時待受に対応している。
ディスプレイは近年のハイエンド端末では一般的な、120Hz AMOLEDとなっており、解像度はFHDである。可変リフレッシュレートには非対応で、60Hzまたは120Hzのみで駆動する。
バッテリーは2250mAh（公称値）のものが2個接続されたデュアルセルである。65W・50W SuperVOOC、30W・25W VOOC、18W PD、18W QCの急速充電に対応している。

### ソフトウェア
同年にOnePlusが発表したとおり、OnePlus 9シリーズの中国版はColorOSに置き換えられ、この機種の中国版もColorOSを搭載され出荷された。グローバル版は引き継ぎOxygenOSを搭載している。
出荷時はColorOS・OxygenOS 12、Android 11ベースのものであったが、2022年8月にアップデートが配信され、現在の最新安定版はColorOS・OxygenOS 13、Android 13ベースのものである。